# エトワール賞
エトワール賞（エトワールしょう）は、ホッカイドウ競馬で施行される地方競馬の重賞競走である。北海道放送より優勝杯の提供を受けており、名称は「HBC杯 エトワール賞」と表記している。

## 概要
2001年にサラブレッド系3歳以上の重賞競走として新設。ホッカイドウ競馬のグレードではH3に格付けされている。
2008年までは札幌競馬場か旭川競馬場のいずれかで施行していたが、2009年から門別競馬場に変更。距離は創設以来ダート1000mだったが、2010年からはダート1200mに変更された。
スタリオンシリーズ競走に指定されている。
2013年は当初5月16日に施行予定だったが濃霧の為取りやめとなり、5月23日に振り替えて開催された。
施行時期は創設年は7月で、翌2002年から2014年までは5月、2015年から2021年は8月に行われたが、2022年から再び5月の施行となっている。

### 条件・賞金等（2025年）
出走条件
サラブレッド系3歳以上、地方全国交流（他地区所属馬の出走枠は4頭以下）
負担重量
別定。
- 北海道所属馬は、番組賞金2500万円超58kg、同2500万円以下57kg、同1000万円以下56kg、牝馬2kg減、3歳馬2kg減
- 他地区所属馬は本年4月22日までの総収得賞金2500万円超58kg、同2500万以下57kg、同1000万以下56kg、3歳馬2kg減、牝馬2kg減

南半球産は上記より3歳馬2kg減、4歳馬1kg減。
賞金額
1着500万円、2着140万円、3着105万円、4着70万円、5着35万円。
副賞
スタリオンシリーズに指定されており、ベンバトルの翌年度配合権利が優勝馬生産牧場に贈られる。

## 歴代優勝馬
| 回数   | 施行日        | 開催地 | 距離  | 頭数 | 優勝馬             | 性齢 | 所属   | タイム | 優勝騎手   | 管理調教師 |
| ------ | ------------- | ------ | ----- | ---- | ------------------ | ---- | ------ | ------ | ---------- | ---------- |
| 第1回  | 2001年7月11日 | 旭川   | 1000m | 8頭  | オースミダイナー   | 牡13 | 北海道 | 59.7   | 藤倉寛幸   | 若松平     |
| 第2回  | 2002年5月23日 | 札幌   | 1000m | 9頭  | マークオブハート   | 牡5  | 北海道 | 1:00.1 | 川島洋人   | 鈴木英二   |
| 第3回  | 2003年5月15日 | 札幌   | 1000m | 8頭  | シルバーサーベル   | 牡5  | 北海道 | 59.7   | 坂下秀樹   | 原孝明     |
| 第4回  | 2004年5月27日 | 札幌   | 1000m | 11頭 | シルバーサーベル   | 牡6  | 北海道 | 1:00.5 | 坂下秀樹   | 原孝明     |
| 第5回  | 2005年5月19日 | 札幌   | 1000m | 8頭  | シルバーサーベル   | 牡7  | 北海道 | 1:01.1 | 五十嵐冬樹 | 原孝明     |
| 第6回  | 2006年5月18日 | 札幌   | 1000m | 11頭 | エビスファイター   | 牡7  | 北海道 | 1:00.0 | 五十嵐冬樹 | 桑原義光   |
| 第7回  | 2007年5月22日 | 旭川   | 1000m | 13頭 | ビービーバーニング | 牝6  | 北海道 | 1:00.5 | 服部茂史   | 林正夫     |
| 第8回  | 2008年5月22日 | 札幌   | 1000m | 13頭 | ラブストレングス   | 牝3  | 北海道 | 59.7   | 三井健一   | 村上正和   |
| 第9回  | 2009年5月20日 | 門別   | 1000m | 14頭 | クラフィンライデン | 牝3  | 北海道 | 1:00.4 | 五十嵐冬樹 | 村上正和   |
| 第10回 | 2010年5月20日 | 門別   | 1200m | 12頭 | ラブミーチャン     | 牝3  | 笠松   | 1:11.7 | 五十嵐冬樹 | 柳江仁     |
| 第11回 | 2011年5月19日 | 門別   | 1200m | 14頭 | プリティゴールド   | 牝5  | 北海道 | 1:13.5 | 桑村真明   | 佐久間雅貴 |
| 第12回 | 2012年5月17日 | 門別   | 1200m | 12頭 | プリティゴールド   | 牝6  | 北海道 | 1:13.4 | 五十嵐冬樹 | 佐久間雅貴 |
| 第13回 | 2013年5月23日 | 門別   | 1200m | 12頭 | ファイアーアップ   | 牡7  | 北海道 | 1:13.5 | 佐々木国明 | 若松平     |
| 第14回 | 2014年5月15日 | 門別   | 1200m | 12頭 | グランヴァン       | 牡5  | 北海道 | 1:13.1 | 岩橋勇二   | 恵多谷豊   |
| 第15回 | 2015年8月20日 | 門別   | 1200m | 11頭 | クリーンエコロジー | 牡7  | 北海道 | 1:12.1 | 岩橋勇二   | 田中淳司   |
| 第16回 | 2016年8月18日 | 門別   | 1200m | 10頭 | レッドペリグリン   | 牡5  | 北海道 | 1:11.7 | 伊藤千尋   | 佐久間雅貴 |
| 第17回 | 2017年8月16日 | 門別   | 1200m | 13頭 | タイセイバンデット | 牡6  | 北海道 | 1:13.2 | 岩橋勇二   | 田中淳司   |
| 第18回 | 2018年8月14日 | 門別   | 1200m | 12頭 | カツゲキライデン   | 牡7  | 北海道 | 1:13.2 | 桑村真明   | 廣森久雄   |
| 第19回 | 2019年8月14日 | 門別   | 1200m | 14頭 | ジョウラン         | 牡3  | 北海道 | 1:11.3 | 服部茂史   | 田中淳司   |
| 第20回 | 2020年8月13日 | 門別   | 1200m | 9頭  | ソルサリエンテ     | 牡6  | 北海道 | 1:13.5 | 宮崎光行   | 松本隆宏   |
| 第21回 | 2021年8月12日 | 門別   | 1200m | 11頭 | イダペガサス       | 牡6  | 北海道 | 1:12.6 | 服部茂史   | 田中淳司   |
| 第22回 | 2022年5月4日  | 門別   | 1200m | 11頭 | フジノパンサー     | 牡9  | 北海道 | 1:14.7 | 石川倭     | 米川昇     |
| 第23回 | 2023年4月27日 | 門別   | 1200m | 11頭 | スティールペガサス | 牡6  | 北海道 | 1:11.7 | 桑村真明   | 角川秀樹   |
| 第24回 | 2024年4月25日 | 門別   | 1200m | 12頭 | シュロス           | 牡8  | 北海道 | 1:12.2 | 服部茂史   | 田中淳司   |
| 第25回 | 2025年4月24日 | 門別   | 1200m | 11頭 | デステージョ       | 牡5  | 北海道 | 1:12.7 | 阿部龍     | 小国博行   |

### 各回競走結果の出典
- エトワール賞 歴代優勝馬（地方競馬全国協会）